# Christophe Gevers
Pour les articles homonymes, voir Gevers.
 (mars 2024).
La mise en forme du texte ne suit pas les recommandations de Wikipédia : il faut le « wikifier ».
Les points d'amélioration suivants sont les cas les plus fréquents. Le détail des points à revoir est peut-être précisé sur la page de discussion.
- Les titres sont pré-formatés par le logiciel. Ils ne sont ni en capitales, ni en gras.
- Le texte ne doit pas être écrit en capitales (les noms de famille non plus), ni en gras, ni en italique, ni en « petit »…
- Le gras n'est utilisé que pour surligner le titre de l'article dans l'introduction, une seule fois.
- L'italique est rarement utilisé : mots en langue étrangère, titres d'œuvres, noms de bateaux, etc.
- Les citations ne sont pas en italique mais en corps de texte normal. Elles sont entourées par des guillemets français : « et ».
- Les listes à puces sont à éviter, des paragraphes rédigés étant largement préférés. Les tableaux sont à réserver à la présentation de données structurées (résultats, etc.).
- Les appels de note de bas de page (petits chiffres en exposant, introduits par l'outil «  Source ») sont à placer entre la fin de phrase et le point final[comme ça].
- Les liens internes (vers d'autres articles de Wikipédia) sont à choisir avec parcimonie. Créez des liens vers des articles approfondissant le sujet. Les termes génériques sans rapport avec le sujet sont à éviter, ainsi que les répétitions de liens vers un même terme.
- Les liens externes sont à placer uniquement dans une section « Liens externes », à la fin de l'article. Ces liens sont à choisir avec parcimonie suivant les règles définies. Si un lien sert de source à l'article, son insertion dans le texte est à faire par les notes de bas de page.
- La présentation des références doit suivre les conventions bibliographiques. Il est recommandé d'utiliser les modèles {{Ouvrage}}, {{Chapitre}}, {{Article}}, {{Lien web}} et/ou {{Bibliographie}}. Le mode d'édition visuel peut mettre en forme automatiquement les références.
- Insérer une infobox (cadre d'informations à droite) n'est pas obligatoire pour parachever la mise en page.

Pour une aide détaillée, merci de consulter Aide:Wikification.
Si vous pensez que ces points ont été résolus, vous pouvez retirer ce bandeau et améliorer la mise en forme d'un autre article.
 (février 2024).
Si vous disposez d'ouvrages ou d'articles de référence ou si vous connaissez des sites web de qualité traitant du thème abordé ici, merci de compléter l'article en donnant les références utiles à sa vérifiabilité et en les liant à la section « Notes et références ».
Christophe Gevers est un architecte d’intérieur et un designer belge, né à Deurne (Anvers) le 30 septembre 1928 et décédé à Braine-l’Alleud le 17 juin 2007. Par tous les projets qu’il a réalisés, tant publics que privés, en Belgique et en France pour l’essentiel, Christophe Gevers est un créateur majeur de la seconde moitié du vingtième siècle en Belgique. Designer, architecte d’intérieur, professeur à la Cambre (ENSAV), sa carrière est plurielle.

## Biographie

### Famille
Christophe Gevers est le fils de Robert Gevers négociant en cafés, décédé en 1947 et d’Évelyne Pollet, écrivaine, décédée en 2005, quasi centenaire. Son frère ainé d’un an fut un comédien sous le nom de scène de Ivan Dominique.

### Formation
Ayant grandi dans une famille francophone anversoise, Christophe Gevers n’apprécie guère l’école d’autant moins que l’institut technique dans lequel il est inscrit prodigue les cours en néerlandais. Il se forme toutefois à l’ébénisterie au cours de stages auprès d’artisans.
Le décrochage scolaire persistera jusqu’à ses 19 ans, à la mort de son père. Il suit cependant des cours de mécanique et de radioélectricité.

### Carrière académique
C’est à la rentrée de l’automne 1959 que Christophe Gevers devient professeur à la célèbre école artistique de La Cambre (école), avec le titre de chef d’atelier Mobilier et Agencement. Il y côtoie des collègues et amis artistes tels Félix Roulin, Tapta, Corneille Hannoset…,
C’est l’architecte moderniste Léon Stynen — directeur de l’institution de 1950 à 1964 — qui confie ce poste à cet autodidacte, Stynen ayant été lui-même engagé par le fondateur de La Cambre, Henry van de Velde. Christophe Gevers y enseignera durant trente-trois ans, une exceptionnelle longévité dans cette fonction.

### Carrière professionnelle
À ses débuts professionnels, Christophe Gevers a travaillé pour la firme De Coene, qui était également importateur des mobiliers Florence Knoll.
C’est pourtant durant l'année de l’Exposition universelle de 1958 de Bruxelles que son talent éclate au grand jour. Il crée en effet le Cap d’Argent, une taverne à l’architecture avant-gardiste. C’est là que Léon Stynen découvrira son talent. Les premiers projets personnels sont contemporains.
Au milieu des années 1960, il dessine la série 300, une ligne complète de mobilier de bureau pour Asko. Pour la même marque, il réalisera l’intérieur des salles d’exposition à Paris, boulevard Saint-Germain et dans le cœur historique de Bruxelles.

### Les restaurants
Dans la foulée du Cap d’Argent, Christophe Gevers se voit confier l’aménagement de la Taverne des Beaux-Arts. C’est cependant en 1968 qu’il acquiert une nouvelle notoriété avec l’ouverture de Au Vieux Saint Martin, sur la place du Grand Sablon à Bruxelles. Son commanditaire, l’amateur d’art proche de Cobra (mouvement), Albert Niels lui confiera dans la foulée la création de deux autres restaurants bruxellois, La Marie Joseph et Au Duc d’Arenberg, sans oublier la réalisation de trois restaurants au sein du pavillon belge de l’Exposition universelle de 1970 à Osaka. Cette collaboration avec la famille Niels connaîtra un point d’orgue avec l’ultime réalisation, le restaurant Canterbury, en 1992.

### Les grands chantiers
Durant les années septante les grands chantiers s’enchaînent tels celui de la maison communale et du centre culturel de congrès de Woluwe-Saint-Pierre.
Il aménage également les restaurants d’entreprise de trois institutions bancaires : la Société générale de banque, la Banque Bruxelles Lambert et le Crédit Communal de Belgique. Cette dernière lui confie également le Passage 44, qui comptait un grand auditorium et deux cinémas, les Twins.
En 1984, il réalise un premier fast-food pour Quick (restauration), avenue Louise. D’autres suivront dans la foulée à Grenoble, Paris, Lyon, Bordeaux ou Milan.

### Le designer artisan

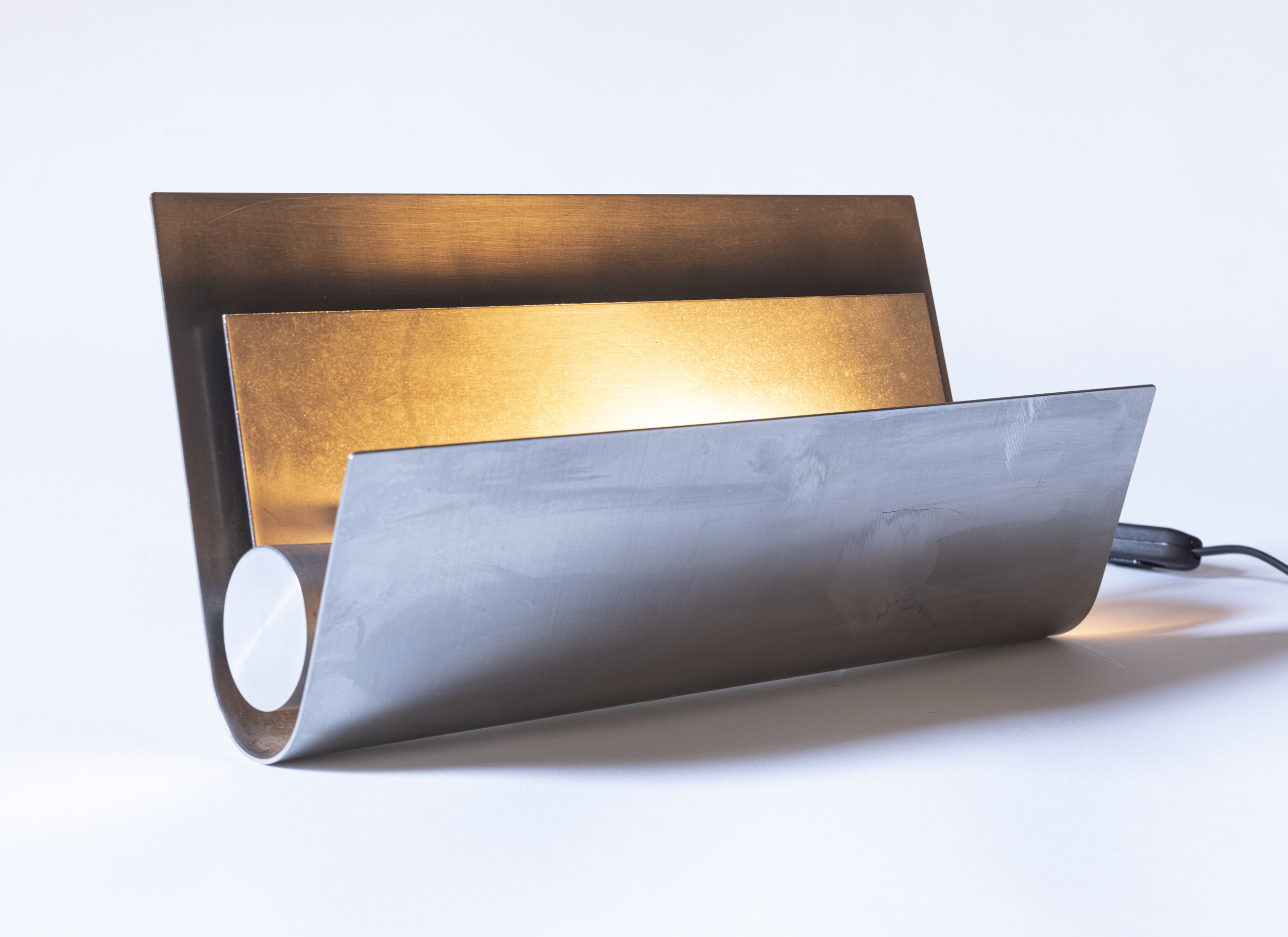
La lampe Wave de Christophe Gevers

Indissociable des projets, la création de mobiliers et d’éclairages est permanente dans l’œuvre de Christophe Gevers. Nombre de ceux-ci ont une production limitée aux projets, comme l’iconique chaise TBA. Un certain nombre ont connu une large diffusion comme la lampe Square ou la lampe Wave . Celle-ci fut aussi produite aux USA pendant dix ans par Koch+Lowy . Ces dernières furent d’abord réalisées, comme quantité de prototypes, dans l’atelier dont il disposait au-sous-sol de son habitation.

### Les jouets
Christophe Gevers réalise ses premiers jouets et jeux pour répondre à une demande de sa fille Nathalie. Enseignante, elle lui formule des demandes spécifiques pour distraire ses classes. Comme tant d’autres objets qu’il réalise avec une minutie extrême, ses ateliers lui permettent d’explorer tous les matériaux. Jeux de patience, de société, animés, mobiles à l’instar de ses girouettes, son inventivité ne connaît guère de limites. Du carrousel de voitures au camion réalisé sur une base de patins à roulettes, la palette est large. En cela, il est proche d’artistes comme Alexander Calder, Pablo Picasso ou Paul Klee,.

## Aperçu des réalisations
Références,, pour la plupart des réalisations, sauf autre mention.

### Années 50
- 1958 : Taverne Cap d’Argent à Bruxelles[14],[15]
- 1958 : Chaise TBA[16],[17]
- 1959 : Taverne des Beaux-Arts à Bruxelles[18],[15]

### Années 60
- 1965 : Golf de Waterloo, Clubhouse
- 1965 : Showroom Asko, Paris[19]
- 1966 : Showroom Asko, Bruxelles[20]
- 1967 : Bureaux et salle de conférence de l’Office belge pour l’Accroissement de la Productivité
- 1966-1968 : Bateaux Flandria no 16, no 20 et no 21, Estuaire de l’Escaut, Anvers
- 1968 : Bureaux de la Fondation Industrie Université
- 1968-1969 : Restaurant Au Vieux Saint Martin, Bruxelles[15]
- 1968-1971 : Pour le Crédit Communal de Belgique, Auditorium 44 & les cinémas Twins, Passage 44, Bruxelles[21]
- 1969 : Château de Saint-Cirq-Lapopie[22],[23]

### Années 70

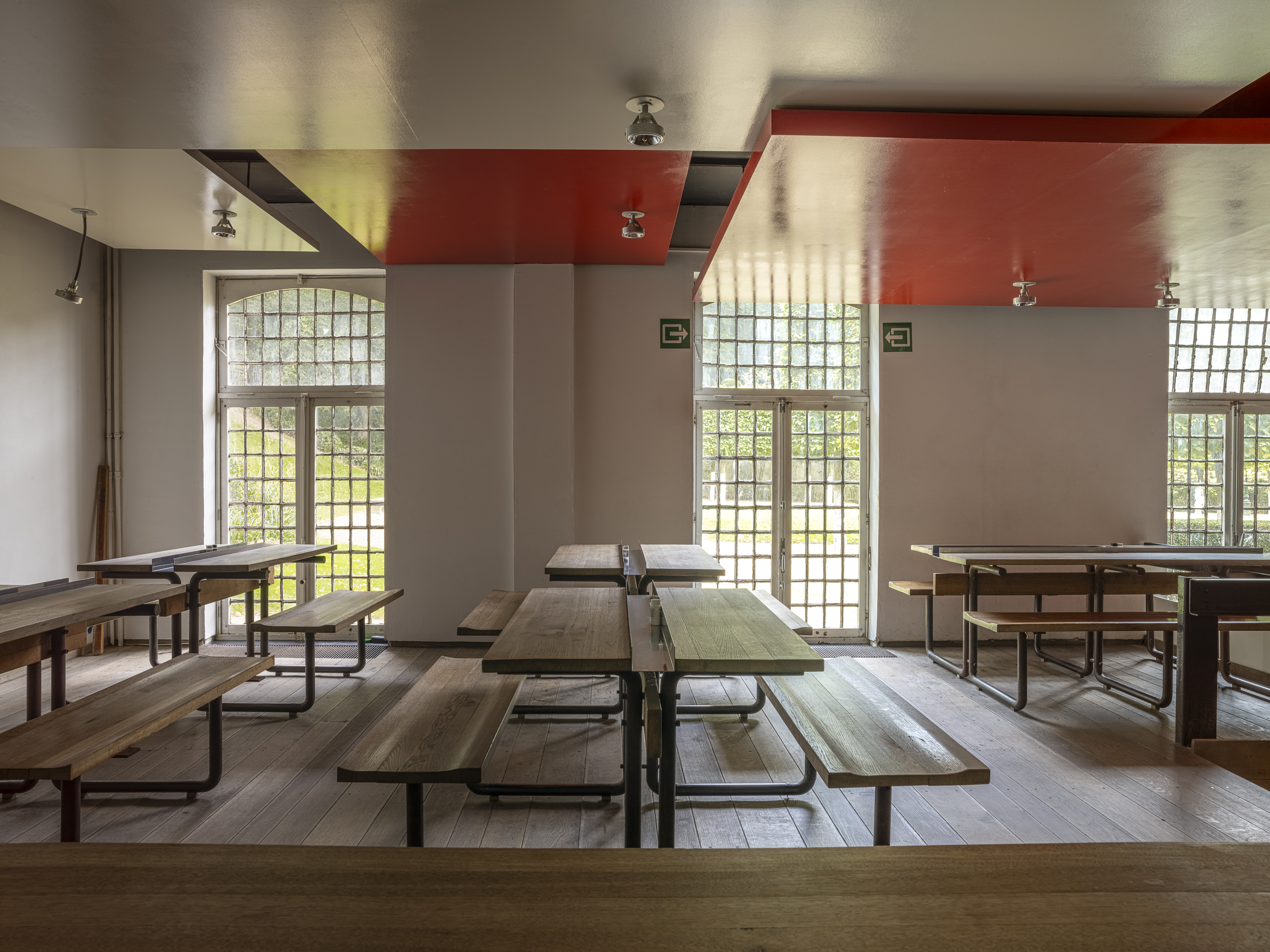
Le restaurant de La Cambre (école), aménagé par Christophe Gevers

- 1970 : Restaurant et cafétérias du pavillon belge, Exposition universelle de 1970, Osaka, Japon[24]
- 1971 : Restaurant La Marie Joseph, Bruxelles[15]
- 1972 : Restaurant de La Cambre (école)[25]
- 1972 : Restaurant Chalet Robinson, Bois de la Cambre, Bruxelles
- 1972-1975 : Centre culturel et centre de congrès, maison communale de Woluwe-Saint-Pierre
- 1973 : Chaise CG73
- 1973 : Taverne des Trois Tonneaux[15]
- 1973-1974 : Nouveau siège social de Fina (Petrofina), Bruxelles
- 1974 : Bureaux Vanypeco Troost, Bruxelles
- 1974 : Restaurant Au Duc d’Arenberg, Bruxelles[15]
- 1975-1977 : Restaurant, cafétéria et hall d’accueil Banque Bruxelles Lambert, Bruxelles
- 1976 : Agence Crédit Communal du Passage 44, Bruxelles
- 1976 : Bureaux et salle d’exposition des Établissements Simonis, Bruxelles
- 1976-1978 : Restaurant et cafétéria de la Société générale de banque, Bruxelles[26]
- 1978 : Laboratoires E.R.F.A.(European Rail Freight Association), Bruxelles

### Années 80
- 1984 : Restaurant fast-food Quick (restauration) avenue Louise, Bruxelles[27]
- 1988 : Staar, bureaux, Bruxelles

### Années 90 et après
- 1992-1993 : Restaurant Canterbury, Bruxelles[15]
- 2002 : Restaurant De Mechelsepoort, Dendermonde

## Reconnaissance institutionnelle
- 1959 : Christophe Gevers gagne le Signe d’Or, un label de qualité belge créé sous l’impulsion de Josine des Cressonnières sur le modèle du Compasso d’Oro[16]
- 1979 : Exposition Créativité et meuble, Design Centre, Bruxelles
- 1979 : Exposition Mobilier de Belgique de Henry van de Velde à nos jours, Design Centre, Bruxelles
- 1981 : Exposition Lumières d’aujourd’hui et boutique d’hiver, Design Centre, Bruxelles
- 1984 : Exposition Design in België 1940/84, Musée royal d'Art moderne à Bruxelles
- 2002 : Exposition Le Bon et le Mauvais Goût, Intérieurs belges de l’Art nouveau au loft, Archives d'architecture moderne, Bruxelles
- 2008 : Exposition Inventaire d’un Inventeur, CIVA (Bruxelles)[28]
- 2022-2023 : Exposition Christophe Gevers. Esquisses et plans, Design Museum Brussels[29]
- 2023-2024 : Exposition Christophe Gevers, l’architecture du détail, Design Museum Brussels [30],[31],[32],[33],[34],[35]